# Amelia Pinto
Amelia Pinto (Palermo, 21 gennaio 1876 – Palermo, 21 giugno 1946) è stata un soprano italiano.

## Biografia
Soprano lirico drammatico dalla voce "calda e robusta, per la simpatia del timbro, per il temperamento drammatico ed appassionato, per l'intonazione perfetta, ma soprattutto per l'intelligenza musicale non comune", iniziò gli studi con il maestro Francesco Arcieri, perfezionandosi poi all'Accademia di Santa Cecilia a Roma sotto la guida del soprano Zaira Cortini Falchi, mentre per la recitazione fu diretta da Virginia Marini. 
Debuttò nel 1899 al Teatro Grande di Brescia nell'opera La Gioconda nella parte della protagonista. 
Poche settimane dopo le fu affidata la parte di Zuana nell'opera Il trillo del diavolo di Stanislao Falchi. 
Nella stagione 1900 debuttò nella parte di Tosca al Teatro del Giglio di Lucca, in presenza di Giacomo Puccini, "riscuotendo un tale successo che guadagnò a Puccini ben trenta chiamate". 
Il 29 dicembre 1900 debuttò al Teatro alla Scala di Milano nella parte di Isotta nella prima di Tristano e Isotta, diretta da Arturo Toscanini con Giuseppe Borgatti e Mansueto Gaudio (l'opera venne eseguita in italiano). 
Il 31 gennaio 1901 si riaprì il teatro milanese dopo la morte di Giuseppe Verdi, Giuseppe Giacosa tenne il discorso commemorativo, mentre la Pinto, Enrico Caruso, Francesco Tamagno e Antonio Magini Coletti, con la direzione di Toscanini eseguirono una serie di arie del celebre compositore. 
Sempre alla Scala nella stagione 1901 Toscanini la volle protagonista ne La regina di Saba di Karl Goldmark ed Elena nel Mefistofele, con a fianco Caruso, Emma Carelli e Fëdor Šaljapin, e ne La Valchiria. Nel maggio 1901 partecipò alla sua prima tournée nei teatri internazionali dove inaugurò il Teatro dell'Opera di Buenos Aires nella parte di Elisabetta nel Tannhäuser e successivamente nel Medioevo latino di Ettore Panizza e Desdemona nell'Otello. 
Rientrata in Italia, l'11 marzo 1902 debuttò ancora alla Scala nella difficile parte di Ricke nella prima assoluta di Germania diretta da Toscanini con Caruso e Mario Sammarco. 
Nella stagione 1903-1904 al Teatro Costanzi di Roma diretta da Luigi Mancinelli cantò nel Tristano e Isotta e ne La Gioconda. 
I successi della cantante la portarono ad esibirsi anche nei teatri internazionali: vanno ricordati quelli del Nord America, il Teatro São Carlos di Lisbona, Madrid, Berlino, il Théâtre Sarah-Bernhardt di Parigi dove nel 1905 debuttò nella parte di Stephana nell'opera Siberia diretta da Cleofonte Campanini, del Cairo, di Santiago del Cile, di Varsavia. 
Sempre a Roma diretta da Rodolfo Ferrari nel 1905 è Margherita ne La dannazione di Faust con Giuseppe De Luca (baritono) e nel 1906 Rachele ne L'ebrea e Stephana in Siberia con De Luca.
Nel 1907 è Isotta in Tristano e Isotta al Teatro Comunale di Bologna diretta da Mancinelli con Giuseppe Borgatti e Nazzareno De Angelis ed al Teatro San Carlo di Napoli con Borgatti.
Cantò anche in diversi teatri italiani, come il Teatro San Carlo, il Teatro Massimo di Palermo, il Teatro Comunale di Bologna, il Teatro Alighieri di Ravenna, il Teatro Costanzi, il Teatro Carlo Felice di Genova, il Teatro Grande di Brescia. 
Si ritirò dalle scene nel 1916 al Teatro Real di Madrid interpretando Isotta, la parte che più rappresentò con grande successo nei palcoscenici internazionali. 
La Pinto fu la più ragguardevole protagonista dell'epoca nel repertorio wagneriano cantato in italiano. Successivamente insegnò canto e tra i suoi principali allievi si ricorda il soprano Ester Mazzoleni. 
La testimonianza della sua voce è rappresentata da alcune incisioni discografiche per la G&T e Fonotipia Milano e oggi rimasterizzate in CD.
In suo onore è stata chiamata una contrada nella frazione agricola Ciaculli di Palermo.

## Repertorio
- Wolfgang Amadeus Mozart
  - Don Giovanni (Donna Anna)
- Giuseppe Verdi
  - Il trovatore (Leonora)
  - Otello (Desdemona)
- Giacomo Puccini
  - Tosca (Tosca)
- Richard Wagner
  - Tristano e Isotta (Isotta)
  - La Valchiria (Brunnhilde)
  - Tannhäuser (Elisabetta)
  - Sigfrido (Brunilde)
  - Il crepuscolo degli dei (Gutrune)
- Karl Goldmark
  - La regina di Saba (Die Königin von Saba)
- Hector Berlioz
  - La dannazione di Faust (Margherita)
- Giacomo Meyerbeer
  - L'Africana (Selika)
- Fromental Halévy
  - L'ebrea (Rachele)
- Jules Massenet
  - Hérodiade (Erodiade)
- Gabriel Dupont
  - La Cabrera (Amalia)
- Arrigo Boito
  - Mefistofele (Elena)
- Amilcare Ponchielli
  - La Gioconda (La Gioconda)
- Pietro Mascagni
  - Cavalleria rusticana (Santuzza)
  - Zanetto (Silvia)
- Umberto Giordano
  - Siberia (Stephana)
- Stanislao Falchi
  - Il trillo del diavolo (Zuana)
- Ettore Panizza
  - Medioevo latino
- Lorenzo Perosi
  - Mosè (Sephora e Maria)
- Alberto Franchetti
  - Germania (Ricke)
- Giovanni Bottesini
  - Ero e Leandro (Ero)
- Giacomo Orefice
  - Chopin

## Discografia
- Alberto Franchetti, Germania: "Tu non sei buono" - 1902 - G&T 1775G – 53239.
- Pietro Mascagni, Cavalleria rusticana: "Voi lo sapete" - 1902 - G&T-1776G-53233.
- Giovanni Bottesini, Ero e Leandro: "Romanza d'Ero" - 1902 - G&T 1777G – 53238.
- Amilcare Ponchielli, La Gioconda: "Suicidio" - 1902 - G&T 1781FG – 53240.
- Giacomo Puccini, Tosca: "Vissi d'arte, vissi d'amore" - 1902 - G&T 1782BG – 52232.
- Giacomo Puccini, Tosca: "Vissi d'arte, vissi d'amore" - 1902 - G&T – 52232X.
- Richard Wagner, I maestri cantori di Norimberga: "Arioso di Eva" - 27 aprile 1914 - Fonotipia Xph 5067.
- Fromental Halévy, La juive: "Ei dee venire" - 28 aprile 1914 - Fonotipia Xph 5071.